# Майкл Льюїс
Майкл Монро Льюїс (англ. Michael Monroe Lewis; нар. 15 жовтня 1960 року) — американський письменник та фінансовий журналіст. Автор 13 книг, серед яких таки бестселери як «Покер брехунів» та «Гра на пониження. За кулісами світової фінансової кризи». Постійний автор The New York Times Magazine, Vanity Fair, Slate та Блумберґ.

## Біографія
Майкл Льюїс народився у Новому Орлеані у родині корпоративного юрист Д. Томаса Льюїса (англ. J. Thomas Lewis) та громадської активістки Діани Монро Льюїс (англ. Diana Monroe Lewis).
Льюїс закінчив коледж Ісидори Ньюман (англ. Isidore Newman School) у Новому Орлеані. Потім навчався у Принстонському університеті, який закінчив у 1982 році, здобувши ступінь бакалавра з історії мистецтв. У 1985 році здобув ступінь магістра з економіки у Лондонській школі економіки.
Після закінчення Лондонської школи економіки, п'ять років працював трейдером у Salomon Brothers. Досвід роботи трейдером Льюїс виклав у своїй першій книзі «Покер брехунів» (1989), змінивши кар'єру фінансиста на роботу журналіста та письменника. Майкл Льюїс пише про політику та фінанси для таких видань як The Spectator, The New York Times Magazine, The New Republic, Vanity Fair, Slate, The Wall Street Journal и та Блумберґ, а також працює позаштатним викладачем у Каліфорнійському університеті у Берклі.
1 квітня 2014 року Льюїс випустив новий бестселер під назвою «Швидкі хлопчики» (англ. Flash Boys: A Wall Street Revolt), у якій досліджував тему алгоритмічної торгівлі. У інтерв'ю телеканалу CNBC автор переконував, що «фондовий ринок США, який вважається верхівкою глобального капіталізму, на сам перед є аферою, що складається з комбінації фондових бірж, великих банків та високочастотних трейдерів».

## Особисте життя
Майкл Льюїс одружувався тричі. Перший раз, у 1985 році, на Діані де Кордова Льюїс (англ. Diane de Cordova Lewis), другий — на колишній кореспондентці CNBC Кейт Бонер (англ. Kate Bohner), третій, 4 жовтня 1997 року, на колишній репортерці MTV Табіні Сорен (англ. Tabitha Soren). У Майкла з Табіною троє дітей: дві доньки та син. Родина мешкає у Берклі, Каліфорнія.

## Фільмографія та екранізації
- 1998 — «Переходячи на особистості» (англ. Getting Personal). Сценарист, продюсер.
- 2003 — «Los jornaleros». Сценарист.
- 2009 — «Невидима сторона» (англ. The Blind Side). Сценарій базується на книзі «The Blind Side: Evolution of a Game».
- 2011 — «Людина, яка змінила все» (англ. Moneyball). Сценарій за книгою «Moneyball: The Art of Winning an Unfair Game».
- 2015 — «Гра на пониження» (англ. The Big Short). Сценарій за книгою «Гра на пониження. За кулісами світової фінансової кризи».

Також Майкл Льюїс зняв чотирисерійний документальний фільм для BBC про вплив інтернету на суспільство.